# Pine Island Glacier
Pine Island Glacier är en glaciär i Antarktis. Den ligger i Västantarktis. Inget land gör anspråk på området. Pine Island Glacier ligger 60 meter över havet.
Terrängen runt Pine Island Glacier är mycket platt. Trakten är obefolkad. Det finns inga samhällen i närheten.